# Eizōken ni wa Te wo Dasu na!
Eizōken ni wa te wo dasu na! (映像研には手を出すな！ ?)  lit. «¡No te acerques al club de cine!», también conocido como Keep Your Hands Off Eizouken! o en español como ¡No te metas con el club de cine! - Eizouken, es un manga escrito e ilustrado por Sumito Ōwara. Se publica desde 2016 en la Gekkan Big Comic Spirits de Shōgakukan y hasta la fecha ha sido recopilado en nueve volúmenes. La historia está protagonizada por tres chicas adolescentes que montan un estudio de animación en su instituto, y presta especial atención a la animación como medio de comunicación.
En enero de 2020 se estrenó una adaptación al anime en una serie de doce episodios, producida por Science Saru y dirigida por Masaaki Yuasa, que ha sido emitida en Japón por la televisión pública NHK-G y a nivel internacional por Crunchyroll. Ese mismo año también se estrenó una película de imagen real. Existe una edición en español por parte de la Editorial Ivrea de España.

## Argumento
Las protagonistas son un trío de estudiantes de secundaria que deciden crear un club escolar de animación en el instituto Shibahama. Midori Asakusa es una joven apasionada por el anime y que presta especial atención al entorno que le rodea. Su mejor amiga, Sayaka Kanamori, no comparte ese interés pero tiene olfato para los negocios e intentará ayudarla en todo lo que pueda. El tercer miembro es Tsubame Mizusaki, una joven modelo de familia adinerada cuyo verdadero sueño es convertirse en animadora, y que conoce a las dos jóvenes cuando intenta huir de sus guardaespaldas.
Toda la historia se desarrolla en Shibahama, una ciudad ficticia que está marcada por su desarrollo irregular. En un primer momento las chicas plantean un club de animación, pero la dirección del instituto se niega a inscribirlo porque ya existe un club de anime. Sin embargo, Kanamori descubre un vacío legal para registrarlo como un «club de investigación de cine» que les permitiría crear cualquier tipo de película, incluidas las de animación. A partir de ese momento, las protagonistas deciden trabajar en equipo y sobreponerse a las adversidades para convertir su sueño en realidad.

## Personajes principales
- Midori Asakusa (浅草 みどり Asakusa Midori?): Es una chica de baja estatura, tiene el pelo negro y suele ir ataviada con gorro y mochila de camuflaje. Le apasiona el anime y tiene una imaginación desbordante: siempre lleva un cuaderno de bocetos para dibujar el entorno que le rodea. En cambio, tiene una personalidad retraída y dispersa, así que necesita el apoyo de otras personas para cumplir sus objetivos. Es especialista en el arte conceptual: cree que un personaje y un fondo son suficientes para crear un mundo complejo. La actriz de doblaje en la versión original es Sairi Itō.[4]
- Sayaka Kanamori (金森 さやか Kanamori Sayaka?): Bastante más alta y delgada que sus compañeras, es la mejor amiga de Midori. Se trata de una chica firme, ambiciosa y pragmática, con especial habilidad para los negocios; sabe detectar los puntos fuertes de sus compañeras y las oportunidades que se le presentan. Es además la persona más realista del grupo. Del trío protagonista es la que menos interés tiene por la animación, pero su amistad con Midori le lleva a ayudarla en todo lo que pueda. Dentro del club de cine cumple las funciones de un productor. Su actriz de doblaje es Mutsumi Tamura.[5]
- Tsubame Mizusaki (水崎 ツバメ Mizusaki Tsubame?): Compañera de clase de Midori, se trata de una joven famosa que trabaja como modelo publicitaria. Pertenece a una familia de clase alta y sus padres la han educado desde niña para que se convirtiese en actriz. Sin embargo, su verdadero deseo es dedicarse a la animación. Le entusiasma la captación de movimientos y presta especial atención a los pequeños detalles, algo que se refleja en su trabajo. No tiene miedo a decir lo que piensa, tampoco le preocupa el dinero y es demasiado perfeccionista, por lo que a veces choca con Kanamori sobre las prioridades en la producción. Es interpretada por Misato Matsuoka.[6]
- Parker Doumeki (百目鬼 パーカー Dōmeki Pākā?): Personaje recurrente a lo largo de la serie. Es una joven de piel negra y pelo rubio, única integrante del club de sonido y verdadera apasionada en este campo: posee un vasto archivo de efectos e incluso graba sus propios recursos. Su colección es tan grande que ocupa varias salas del instituto, lo que le obligaría a deshacerse de ella, pero Kanamori aprovecha la circunstancia para ofrecerle las instalaciones del club de cine a cambio de asesoramiento y el acceso libre a la biblioteca. Su actriz de doblaje es Yumiri Hanamori.[7]

## Producción
Eizōken es el debut de Sumito Ōwara como autor profesional; su experiencia previa se limitaba a algunas obras autoeditadas. Después de graduarse en el Instituto de Arte y Diseño Toyo, comenzó a desarrollar un guion gráfico para una serie ambientada en el mundo de la animación, una de sus mayores pasiones. En un primer momento planteó una serie de imagen real, pero los editores con los que contactó sugirieron convertirla en un manga, porque la idea quedaba mejor bajo el formato de una historieta.
Ōwara quiso reflejar la pasión por la animación a través de tres chicas jóvenes de instituto, que afrontan un mismo objetivo en equipo y con actitud positiva. El autor se inspiró en aspectos de su propia vida para escribir el argumento. A diferencia de otros títulos centrados en la industria del anime, Eizōken trata la animación como un medio para comunicar y hace hincapié en la autoedición. En la historia se desarrolla tanto la relación personal de las protagonistas como el impacto que esta pasión ha tenido en ellas, lo que sirve para tratar asuntos como el diseño de escenarios, las técnicas, la importancia del productor y las condiciones de trabajo entre otros. Parte de la obra está inspirada en experiencias personales de Ōwara como estudiante.
Uno de los aspectos más importantes en Eizōken es el arte conceptual: la historia entremezcla situaciones reales con escenas que son fruto de la imaginación de las protagonistas, en ocasiones con una descripción minuciosa. Para ello el autor se inspiró en los inventos de Doraemon, concretamente en los tomos recopilatorios donde se explica el mecanismo de cada diseño. Por otra parte, hay menciones al rakugo —monólogo teatral japonés— tanto en los nombres de las localizaciones como en los diálogos de algunos personajes.

## Contenido de la obra

### Manga
La editorial Shōgakukan comenzó a publicar Eizōken el 27 de julio de 2016 en la revista mensual Gekkan Big Comic Spirits. La serie continúa publicándose y ha sido recopilada en cinco tankōbon. A nivel internacional ha sido licenciada en Estados Unidos por Dark Horse Comics, saliendo a la venta el primer volumen en noviembre de 2020, y en países de habla hispana está siendo publicada por la Editorial Ivrea en España desde noviembre de 2021.
En 2018, antes de que llegara a confirmarse la producción del anime, la revista llegó a un acuerdo con la Facultad de Bellas Artes de la Universidad Nihon de Tokio para que sus estudiantes hicieran cortometrajes de animación inspirados en la serie.

#### Lista de volúmenes
| N.º | Fecha de lanzamiento     | ISBN original          |
| --- | ------------------------ | ---------------------- |
| 1   | 12 de enero de 2017      | ISBN 978-4-09-189296-6 |
| 2   | 12 de septiembre de 2017 | ISBN 978-4-09-189636-0 |
| 3   | 12 de junio de 2018      | ISBN 978-4-09-189887-6 |
| 4   | 10 de mayo de 2019       | ISBN 978-4-09-860241-4 |
| 5   | 30 de enero de 2020      | ISBN 978-4-09-860531-6 |
| 6   | 12 de octubre de 2021    | ISBN 978-4-09-861156-0 |
| 7   | 12 de julio de 2022      | ISBN 978-4-09-861330-4 |
| 8   | 12 de julio de 2023      | ISBN 978-4-09-861739-5 |
| 9   | 12 de diciembre de 2024  | ISBN 978-4-09-863082-0 |

### Anime
La adaptación al anime, dirigida por Masaaki Yuasa y producida por el estudio Science Saru, se estrenó en NHK-G —el primer canal de la televisión pública japonesa— en la madrugada del 5 de enero de 2020. Consta de una sola temporada de 12 episodios que abarca los cuatro primeros volúmenes. Si bien tiene el mismo argumento que el manga, se vale de diferentes técnicas de animación para diferenciar las escenas reales de las ensoñaciones. La serie se hizo en su mayoría con animación flash.
El proyecto fue confirmado oficialmente el 7 de mayo de 2019 e implicaba a Shōgakukan, Science Saru, Warner Bros. Japan y NHK. Anteriormente, Masaaki Yuasa ya había dirigido las adaptaciones de otros animes como The Tatami Galaxy (2010), Ping Pong (2014) y Devilman Crybaby (2018). Cuando el estudio que había fundado buscaba nuevas obras, se propuso Eizōken por el enfoque entusiasta que hacía de la animación como medio. Eunyoung Choi, jefa de producción, aseguró en una entrevista que Yuasa ya conocía el manga porque había hecho egosurfing en buscadores y un usuario de un foro de internet sugirió que el estudio debía adaptarla, lo que le llevó a leerla antes de la propuesta oficial. Igual que Ōwara hizo con el manga, el equipo de Yuasa añadió escenas inspiradas en sus propias experiencias para reforzar la adaptación.
La banda sonora fue compuesta por el artista conceptual Oorutaichi. La canción de apertura es «Easy Breezy» de Chelmico, mientras que el tema de cierre es «Namae no nai ao» de Kamisama, boku wa kizuiteshimatta.
La plataforma Crunchyroll se hizo con los derechos de emisión a nivel internacional excepto en Asia. Emitida en un primer momento en versión original subtitulada, en noviembre de 2021, la empresa realizó un doblaje en inglés y en español en 2022. En mayo de 2021, se anunció que Sentai Filmworks adquirió los derechos de video casero para un lanzamiento en Blu-ray. Contiene un doblaje en inglés y la versión original con subtítulos, y se lanzará el 25 de julio de 2023.

#### Lista de episodios
| Episodios   | Episodios                                                                                     | Episodios                     | Episodios             |
| Número      | Título                                                                                        | Dirigido por                  | Fecha de estreno      |
| ----------- | --------------------------------------------------------------------------------------------- | ----------------------------- | --------------------- |
| Episodio 1  | «¡El mejor mundo de todos!» «Saikyō no Sekai!» (最強の世界！)                                 | Mari Motohashi Masaaki Yuasa  | 5 de enero de 2020    |
| Episodio 2  | «¡El club de cine entra en escena!» «Eizōken, Bakutansu!» (映像研、爆誕す！)                  | Atsuko Tonomizu               | 12 de enero de 2020   |
| Episodio 3  | «¡A conseguir algo grande!» «Jisseki o Uchitatero!» (実績を打ち立てろ！)                      | Yūki Igarashi                 | 19 de enero de 2020   |
| Episodio 4  | «¡Agarra bien el machete!» «Sono Machetto o Tsuyoku Nigire!» (そのマチェットを強く握れ！)     | Fūga Yamashiro                | 26 de enero de 2020   |
| Episodio 5  | «¡Aparece un titán de hierro!» «Tetsukyojin Arawaru!» (鉄巨人あらわる！)                      | Satoshi Ifuku                 | 2 de febrero de 2020  |
| Episodio 6  | «¡Hagámoslo mejor que la otra vez!» «Zensaku yori Shinposuru-beshi!» (前作より進歩するべし！) | Sumito Sasaki Maru Ogawa      | 9 de febrero de 2020  |
| Episodio 7  | «¡Me salvaré a mí misma!» «Watashi wa Watashi o Sukuunda!» (私は私を救うんだ！)               | Oyunamu                       | 16 de febrero de 2020 |
| Episodio 8  | «El gran festival de Shibahama» «Dai-Shibahama-sai!» (大芝浜祭！)                             | Seishirō Nagaya               | 23 de febrero de 2020 |
| Episodio 9  | «¡Vayamos a la Comet A!» «Kometto A o Mezase!» (コメットＡを目指せ！)                         | Takuya Fujikura Karin Noguchi | 1 de marzo de 2020    |
| Episodio 10 | «¡Oposición contra un mundo independiente!» «Dokuji Sekai no Tairitsu!» (独自世界の対立！)    | Fūga Yamashiro                | 8 de marzo de 2020    |
| Episodio 11 | «¡La existencia de cada cual!» «Sorezore no Sanzai!» (それぞれの存在！)                       | Atsuko Tonomizu               | 15 de marzo de 2020   |
| Episodio 12 | «¡La guerra contra ovnis de Shibahama!» «Shibahama Yūfō Taisen!» (芝浜ＵＦＯ大戦！)           | Keisuke Inoue                 | 22 de marzo de 2020   |

### Drama
El manga ha sido adaptado a una película de imagen real, precedida por una miniserie de seis episodios. El director de ambos proyectos fue Tsutomu Hanabusa, mientras que los papeles protagonistas recayeron en tres cantantes del grupo idol Nogizaka46: Asuka Saitō (Midori), Minami Umezawa (Kanamori) y Mizuki Yamashita (Tsubame).
La miniserie de televisión comenzó a emitirse el 5 de abril de 2020 por la cadena TBS. Estaba previsto que la película se estrenara en cines un mes después, el 15 de mayo de 2020, pero debido a la pandemia de COVID-19 fue pospuesta al 25 de septiembre del mismo año.

## Recepción
Hasta el segundo semestre de 2020, Eizōken había logrado vender medio millón de copias en Japón, en parte impulsadas por el estreno del anime. El manga tuvo una buena acogida entre la crítica especializada: en 2017 fue galardonado con el Bros. Comic Award de la revista TV Bros., y 2018 estuvo nominado al premio Manga Taishō a la mejor serie del año, que finalmente recayó en Beastars. Además quedó en decimoquinto lugar en la encuesta de popularidad Kono Manga ga Sugoi de 2018, empatado a puntos con Dr. Stone.
La serie de televisión recibió en abril de 2020 un premio Galaxy de la Asociación de Críticos de Japón, algo hasta entonces poco común en un anime. La redacción de The New York Times incluyó el anime entre las mejores series de televisión de 2020, calificándola de «una de las mejores representaciones del proceso creativo hechas en televisión (…) y un ejemplo del descubrimiento de la identidad a través del arte». The New Yorker también la incluyó en su resumen de las mejores series de ese año. Por otro lado, la revista Rockdelux afirmó en su reseña que «contagia entusiasmo» y «celebra desde dentro el impulso creativo».
Eizōken ni wa te wo dasu na! obtuvo nueve nominaciones a los Anime Awards 2021 de Crunchyroll, y venció en las categorías de «Mejor animación» y «Mejor director».